# Maximilian von Korff gen. Schmising
Maximilian von Korff gen. Schmising (* 10. Juli 1809 in Münster; † 1861 ebenda) war ein preußischer Landrat.

## Leben
Als Sohn von Maximilian Frederik Hendrik von Korff gen. Schmising (* 1779, † 1840) und Therese von Boeselager (* 1780, † 1859) geboren, studierte Maximilian von Korff gen. Schmising nach dem Abitur am Gymnasium Münster Jura und Cameralia an den Universitäten Göttingen und Berlin. Seine Prüfung zum Auskultator bestand er am 29. Juni 1832 beim Kammergericht Berlin mit „gehörig qualifiziert“. Das Examen  zum Gerichts-Referendar bestand er am 13. Oktober 1835 mit „gut“. Seinen Militärdienst leistete er als Einjährig-Freiwilliger beim 2. Westfälischen Husaren-Regiment Nr. 11 in Münster und war Secondeleutnant beim 13. Landwehr-Kavallerie-Regiment. Am 1. August 1832 wurde von Korff zum Auskultator am Oberlandesgericht Münster ernannt. Am 31. Oktober 1835 wurde die Ernennung zum Gerichts-Referendar am Kammergericht Berlin wirksam. Einen Monat später wurde er Regierungs-Referendar bei der Regierung Potsdam. Hier blieb er bis zur Wahl zum Kandidaten für das Landratsamt Lüdinghausen am 4. Oktober 1839. Am 11. November 1839 wurde er mit der kommunalen Verwaltung des Kreises Lüdinghausen beauftragt und am 18. Juli 1840 definitiv zum Landrat des Kreises Lüdinghausen ernannt. Aus Krankheitsgründen ist er am 27. Dezember 1856 aus dem Staatsdienst entlassen worden.
Sein Bruder Klemens von Korff war Landrat des Kreises Halle (Westf.).

## Ehrungen
- Landwehrdienstauszeichnung, II. Klasse
- Roter Adlerorden, IV. Klasse